# Daniel Raupp
José Daniel Raupp Martins ou simplesmente Daniel Raupp (São Lourenço do Sul, 16 de julho de 1965) é um advogado e político brasileiro filiado ao Partido dos Trabalhadores (PT).

## Biografia
Daniel Raupp iniciou sua militância jurídica na década de 80, através do movimento estudantil universitário, em parceria com outros advogados, inaugurou em 1991 o escritório AJS Advogados Associados, por sua trajetória foi convidado pelo ex-governador Olívio Dutra para administrar o Porto de Pelotas, coordenando a dragagem do canal de acesso ao Arroio São Lourenço, em 2002 foi candidato a deputado estadual, onde após as eleições foi convidado a integrar a equipe de governo do Presidente Lula, tanto em Brasília como em Porto Alegre, mas preferiu retornar às atividades como advogado do movimento sindical e popular, na Gestão Municipal de São Lourenço do Sul, Daniel Raupp dedicou-se integralmente a desempenhar o cargo de vice-prefeito entre 2005 e 2012, licenciando-se da atividade de advocacia, nas eleições municipais de 2012 foi eleito prefeito de São Lourenço do Sul, em 2017 voltou a atuar como advogado da AJS Advogados Associados.

## Carreira Política
Nas eleições municipais de 1996 em São Lourenço do Sul, concorreu ao cargo de vice-prefeito pelo PT, na chapa encabeçada por Ellemar Wojahn também do PT, conseguindo 3.770 votos, ficando em terceiro e último lugar, o prefeito eleito foi Dari Pagel do PPB com 13.810 votos, em segundo lugar ficou Francisco Juracy Corrêa Duarte do PMDB com 7.729 votos.
Nas eleições estaduais de 2002, concorreu ao cargo de deputado estadual pelo PT conseguindo 10.709 votos, ficando como suplente.
Nas eleições municipais de 2004 foi eleito vice-prefeito no município de São Lourenço do Sul pelo PT com 12.181 votos, na chapa encabeçada por Zé Nunes também do PT.
Nas eleições municipais de 2008 foi reeleito vice-prefeito no município de São Lourenço do Sul pelo PT com 19.714 votos, novamente na chapa encabeçada por Zé Nunes também do PT.
Nas eleições municipais de 2012 em São Lourenço do Sul, concorreu ao cargo de prefeito pelo PT, sendo eleito com 14.910 votos votos e em segundo e último lugar ficou Rudinei Härter do PDT com 13.460 votos.
Como prefeito de São Lourenço do Sul, criou o Fundo Municipal de Gestão Compartilhada de Saneamento (FMGC),
autorizou a realização de Convênio de Delegação com a Agência Estadual de Regulação dos Serviços Públicos Delegados do Rio Grande do Sul (AGERGS),autorizou o poder executivo a firmar convênio com o Tribunal Regional Eleitoral do Rio Grande do Sul,institui o Programa de Conservação de Solo nas propriedades rurais do município visando a melhoria da qualidade do solo e o aumento da produtividade,criou o Conselho Municipal de Juventude COMJUVE e o Fundo Municipal de Juventude e criou o Fundo Municipal de Reaparelhamento do Corpo de Bombeiros Militar do Estado do Rio Grande do Sul.
Nas eleições municipais de 2016 em São Lourenço do Sul, concorreu pela reeleição ao cargo de prefeito pelo PT, conseguindo 12.605 votos, ficando em segundo e último lugar, o prefeito eleito foi Rudinei Härter do PDT com 15.237 votos.

## Desempenho eleitoral
| Ano  | Eleição                          | Cargo             | Partido | Votos        | Resultado  |
| ---- | -------------------------------- | ----------------- | ------- | ------------ | ---------- |
| 1996 | Municipal de São Lourenço do Sul | Vice-prefeito     | PT      | 3.770 votos  | Não eleito |
| 2002 | Estadual do Rio Grande do Sul    | Deputado Estadual | PT      | 10.709 votos | Suplente   |
| 2004 | Municipal de São Lourenço do Sul | Vice-prefeito     | PT      | 12.181 votos | Eleito     |
| 2008 | Municipal de São Lourenço do Sul | Vice-prefeito     | PT      | 19.714 votos | Reeleito   |
| 2012 | Municipal de São Lourenço do Sul | Prefeito          | PT      | 14.910 votos | Eleito     |
| 2016 | Municipal de São Lourenço do Sul | Prefeito          | PT      | 12.605 votos | Não eleito |